# Zoofarmakognózia
A zoofarmakognózia az állatok öngyógyításának tanulmányozása természetes környezetükben, illetve a tevékenység azonosítása. Az öngyógyító képesség olyan viselkedési forma, amelyet az állatok már az idők kezdete óta gyakorolnak: kiváló bizonyíték a természetben is előforduló gyógyhatású anyagok használatára. A kifejezés a görög zoo (állat), farmakon (gyógyszer) és gnózia (ismeret) szavakból származik.
Az alkalmazott zoofarmakognózia szóösszetételt Caroline Ingraham angol szakember alkotta meg, aki közel 30 éve tanulmányozza az állatok öngyógyításra irányuló viselkedését. Miután megértette a folyamatokat, a módszert háziasított és vadon élő állatokon kezdte alkalmazni, és alkalmazott zoofarmakognóziának nevezte el.
Az alkalmazott zoofarmakognózia abban segíti az állatokat, hogy kiválaszthassák a nekik legmegfelelőbb orvosságot, csakúgy, mintha a vadonban lennének. A háziasított és a fogságban tartott vadállatok vadon élő társaikhoz hasonlóan rendelkeznek e képességgel. Gyógyulásukhoz olyan anyagokat választanak, amelyek már az evolúciós történetükben szerepeltek, vagy azokhoz nagyon hasonlatosak. Ilyen anyagok lehetnek az illóolajok, az agyagok, az algák, a macerátumok, a növényi olajok, a moszatok, a füvekben és növényekben található ásványi és egyéb tápanyagok.
Az alkalmazott zoofarmakognóziával nem csupán fizikai problémákra találnak megoldásokat, de az olyan viselkedési problémákat, mint például az elválasztással járó szorongást a fizikai panaszokra alkalmazott illóolajokkal javítani lehet. Az állatokban és az emberben is közös érzéket, a szaglást és annak mindkettő számára érthető nyelvét kihasználva a zoofarmakognózia segítségével új és izgalmas kommunikációs szintet lehet elérni az állatokkal.
A módszer olyan témákat is részletesen vizsgál, mint például az öngyógyítás mechanizmusa; miként döntenek az állatok az adott állapotra számukra legmegfelelőbb orvosságról, az adagolásról és az alkalmazás módjáról; a szaglás és ízlelés szerepe a homeosztázis elérésének folyamatában; miként dönthető el, hogy egy állat elfogadja vagy elutasítja az adott orvosságot; milyen anyagokat ne adjunk az állatoknak.